# Buková (Olešnice)

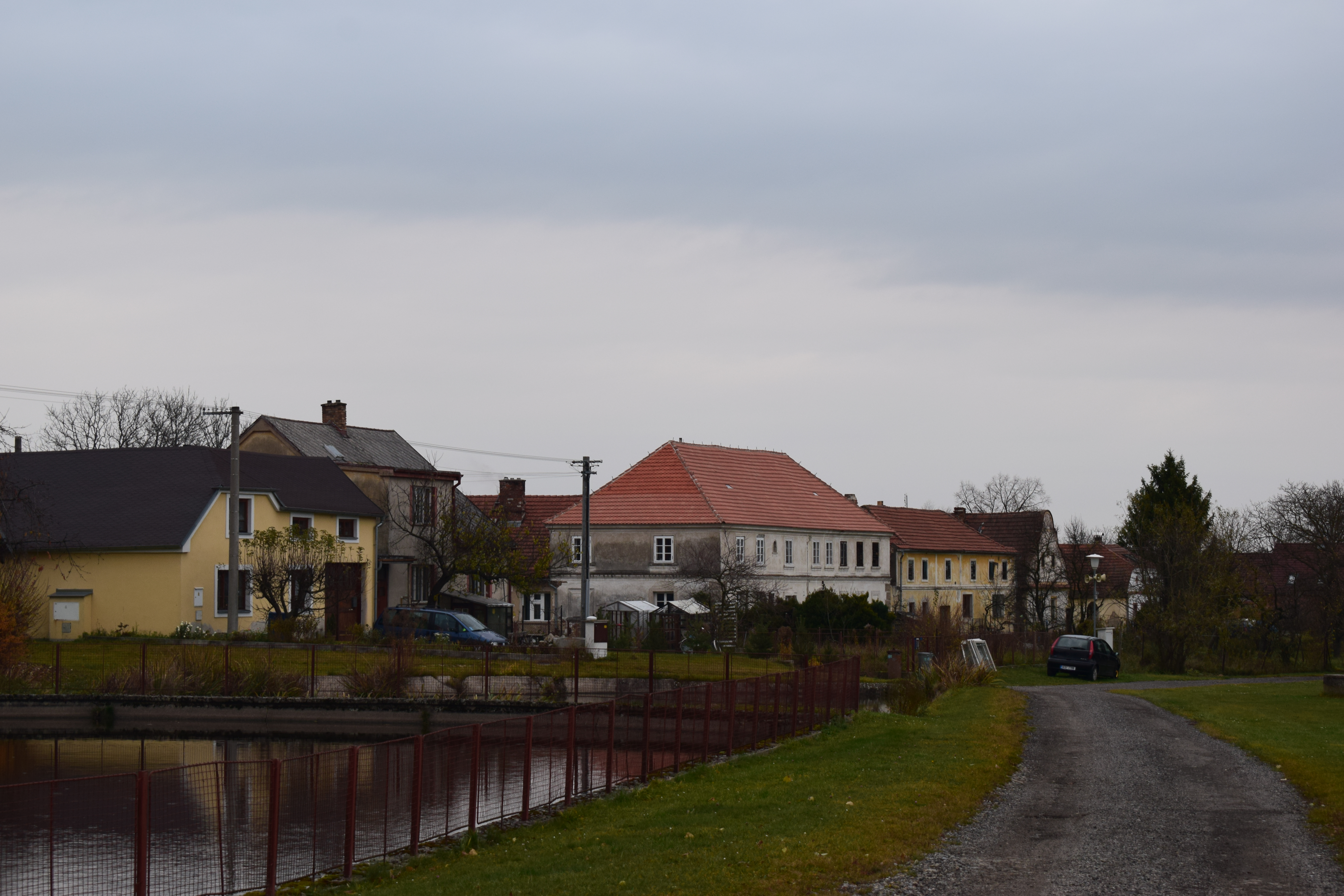
Dorfplatz

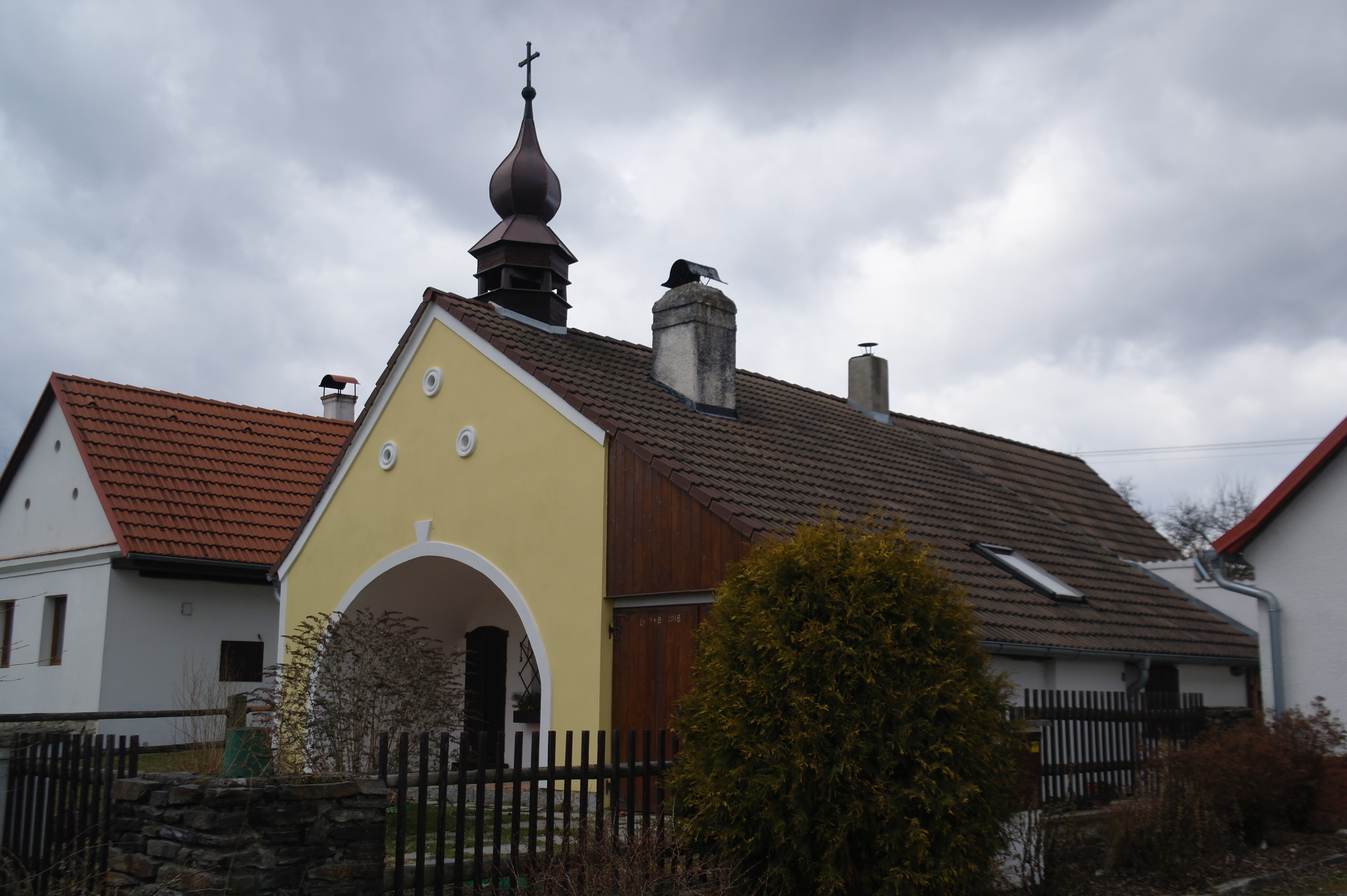
Ehemalige Dorfschmiede

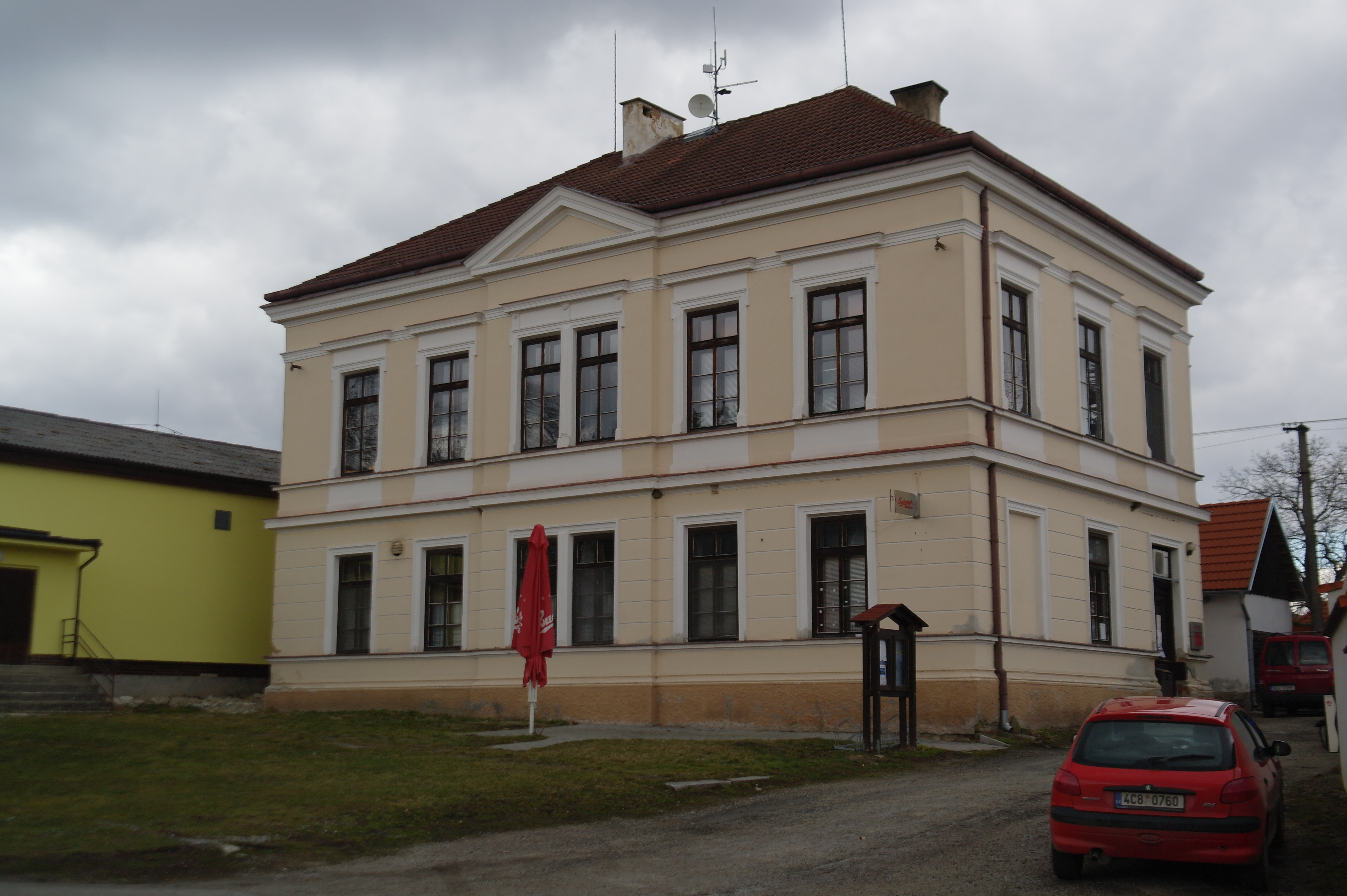
Ehemalige Schule

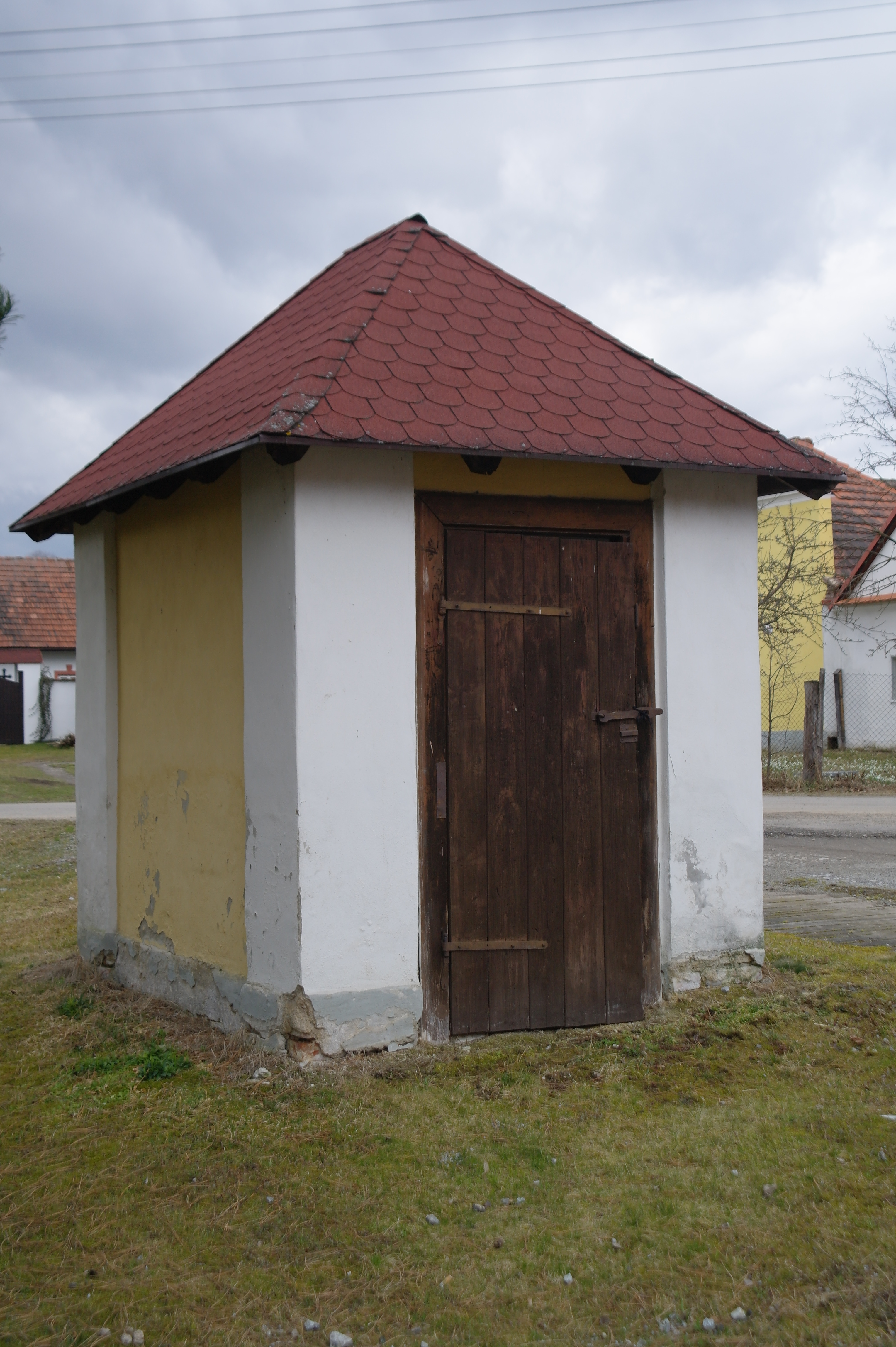
Gemeindeviehwaage

Buková (deutsch Buggau) ist ein Ortsteil der Gemeinde Olešnice (Elexnitz) in Tschechien. Das Dorf liegt sechs Kilometer nordwestlich von Nové Hrady (Gratzen) und gehört zum Okres České Budějovice.

## Geographie
Das Waldhufendorf Buková befindet sich am Rande des Wittingauer Beckens (Třeboňská pánev) im Quellgebiet mehrerer namenloser Bäche. Westlich erhebt sich der Háperk (Eichberg; 579 m n.m.). Im nordöstlichen Teil der Gemarkung liegen die großen Teiche Blatec (Neuteich), Vybírač (Kristanetzteich) und Smutný (Smutnyteich); östlich der Dolní Stávek (Unterer Stafkoteich) und der Horní Stávek (Oberer Stafkoteich). Durch Buková führt der Radweg Pamětí Slepičích hor.
Nachbarorte sind Na Jandovci, U Řežábů, Těšinov (Tieschin), U Koudelů (Koudela) und Terezín (Theresienfreud) im Norden, Petříkov (Petersin) im Nordosten, Karlov (Karlsberg), Jakule und Byňov (Böhmdorf) im Osten, Kapinos (Gabernost), Janovka I (Johannesruh 1. Anteil) und Janovka II (Johannesruh 2. Anteil) im Südosten, Svaryšov (Sworeschau) und Žár (Sohors bei Gratzen) im Süden, Žumberk (Sonnberg), Chudějov (Wieden), Klažary (Glasern), Čížkrajice (Sitzkreis) und Pěčín (Haid) im Südwesten, Hrádek (Häusles) im Westen sowie V Řičkách, Svobodák, Bukvice (Bukwitz) und Olešnice im Nordwesten.

## Geschichte
Die erste schriftliche Erwähnung des Dorfes erfolgte im 13. Jahrhundert als Sitz des Christoph Muchka von Buková. Zum Ende des 13. Jahrhunderts erwarben die Herren von Landstein das Gut. Als Witiko von Landstein am 18. August 1359 das Gut Gratzen an die Herren von Rosenberger verkaufte, waren das Dorf und der Meierhof Bukowie bereits Teil desselben. Aus dem Rosenberger Urbar von 1379 ist ersichtlich, dass Bukowy aus 14 Lahn mit drei Unterinsassen, fünf Bienengärten, acht Mühlen an der Strobnitz und einer kleinen verlassenen Wirtschaft bestand. Im Jahre 1390 hatte das Dorf dem Gratzner Burggrafen einen Zins von neun Schock 41 Groschen und drei Denar zu leisten. Da durch die Anlegung eines neuen Fischteiches auf dem Gebiet des Gutes Ellexnitz auch einige zu Buková gehörige Gründe überflutet wurden, verglich sich Johann von Rosenberg 1462 mit Jan Koňata von Ellexnitz wegen einer Entschädigung. 1541 wurden bei der Eingabe zur neuen Landtafel acht Mühlen genannt. Im Gratzener Urbar von 1553 ist Buková mit 29 Ansässigen und zwei Chalupnern sowie sieben Mühlen aufgeführt. Im Jahre 1591 zog die Herrschaft Gratzen sechs Mühlen von ihren Besitzern Martin Petrzik, Johann Kaudele, Georg Rzežab, Wenzl Losbec, Klement Brausek und Biczek Switak gegen eine Entschädigung ein. 1594 wurden die Bewohner des Dorfes durch Peter Wok von Rosenberg von der Totenfälligkeit befreit. Buková gehörte zu den neun Dörfern, die Peter Wok am 13. März 1610 zusammen mit der Feste Sonnberg seinem Sekretär Theobald Hock von Zweibrück und dessen Bruder Johann schenkte. Nach der Güterteilung vom 8. März 1612 gehörte Buggau zusammen mit Chwalkohof dem Johann Hock. Die Erben des letzten Rosenbergers bezichtigten Theobald Hock der Urkunden- und Testamentsfälschung sowie der Erschleichung des Adelstitels; er wurde 1618 wegen dieser Delikte schließlich zum Tode verurteilt. Das Gut Sonnberg mit allem Zubehör wurde den Herren von Schwanberg zugesprochen. Johann Georg von Schwanberg verkaufte den Bewohnern von Buggau 1615 drei Wiesen im Buggauer Forst oberhalb der Petrziker Brücke für 20 Schock meißnische Groschen. Da sich der nachfolgende Besitzer, Peter von Schwanberg, am Ständeaufstand von 1618 beteiligt hatte, wurden dessen Güter 1620 konfisziert. Im Februar 1621 verlieh Ferdinand II. das Gut Sonnberg zusammen mit der Herrschaft Gratzen an seinen Feldherrn Charles Bonaventure de Longueval, Comte de Bucquoy. Seine Nachfahren hielten den Besitz über mehr als drei Jahrhunderte. Karl Philipp de Longueval errichtete 1669 auf den böhmischen Familiengütern ein Majorat. Im Jahre 1751 verkaufte die Herrschaft Gratzen die sechs Mühlen bei Buggau emphyteutisch. Bis 1787 war das Dorf nach Schweinitz eingepfarrt und wurde danach der neu errichteten Pfarrei Ellexnitz zugewiesen. 1788 bestand Buggau bzw. Bukowa aus 44 Häusern. Das Dorf lag an der Sprachgrenze und war von Tschechen bewohnt.
Im Jahre 1840 bestand das im Budweiser Kreis gelegene Dorf Buggau bzw. Bukowa aus 68 Häusern mit 366 tschechischsprachigen Einwohnern. Im Ort gab es einen herrschaftlichen Meierhof mit einer Schäferei. Zu Buggau konskribiert waren die aus 15 Häusern bestehende Dominikalsiedlung Petřiken sowie die Einschichten Kaudela, Switak und Kudlota. Pfarr- und Schulort war Ellexnitz. Bis zur Mitte des 19. Jahrhunderts blieb Buggau der Fideikommissherrschaft Gratzen untertänig.
Nach der Aufhebung der Patrimonialherrschaften bildete Buková / Buggau ab 1850 mit den Ortsteilen Jiříkovo Údolí /Georgenthal, Nepomuk, Petříkov / Petersin und Těšínov / Tieschin eine Gemeinde im Gerichtsbezirk Schweinitz. 1868 wurde der Ort dem Bezirk Budweis zugeordnet. Im Jahre 1869 bestand Buková aus 51 Häusern und hatte 387 Einwohner. In den 1890er Jahren lösten sich Georgenthal, Nepomuk, Petersin und Tieschin von Buggau los und bildeten die Gemeinde Tieschin. Im Jahre 1900 erhielt Buková eine eigene Schule. Zu dieser Zeit hatte Buková 498 Einwohner, 1910 waren es 512.
Nach dem Ersten Weltkrieg zerfiel der Vielvölkerstaat Österreich-Ungarn, das Dorf wurde 1918 Teil der neu gebildeten Tschechoslowakischen Republik. Beim Zensus von 1921 lebten in den 83 Häusern des Dorfes 499 Personen, darunter 484 Tschechen und vier Deutsche. 1930 lebten in den 94 Häusern von Buková 449 Personen. Nach dem Münchner Abkommen verblieb Buková im Oktober 1938 bei der Tschechoslowakei; südlich des Dorfes verlief die neue Grenze zum Deutschen Reich. Zwischen 1939 und 1945 gehörte Buggau / Buková zum Protektorat Böhmen und Mähren. Nach dem Ende des Zweiten Weltkrieges kam Buková zur wiedererrichteten Tschechoslowakei zurück. 1949 wurde die Gemeinde Teil des neu gebildeten Okres Trhové Sviny. 1950 bestand Buková aus 94 Häusern und hatte 275 Einwohner. Im Zuge der Gebietsreform von 1960 wurde Buková dem Okres České Budějovice zugeordnet. 1961 erfolgte die Eingemeindung nach Žár. Im Jahre 1970 lebten in den 76 Häusern von Buková 235 Personen. Am 1. Juli 1985 erfolgte die Umgemeindung nach Olešnice. 1991 lebten in den 75 Häusern des Dorfes 124 Personen. Beim Zensus von 2011 hatte Buková 125 Einwohner und bestand aus 93 Wohnhäusern.

## Ortsgliederung
Der Ortsteil bildet den Katastralbezirk Buková u Nových Hradů.

## Sehenswürdigkeiten
- Ehemalige Schule, errichtet 1900. In ihr ist heute ein Laden und ein Gasthaus mit Übernachtungsmöglichkeit untergebracht
- Gemeindeviehwaage auf dem Dorfplatz
- Ehemalige Dorfschmiede mit Glockentürmchen
- Denkmal für die Gefallenen des Ersten Weltkrieges auf dem Dorfplatz
- Nischenkapelle
- Statue des hl. Johannes von Nepomuk, über dem Straßenabzweig nach Žár
- Mehrere Vierseithöfe, teils im südböhmischen Bauernbarockstil